# Chiesa di Santa Maria delle Grazie Maggiore a Caponapoli

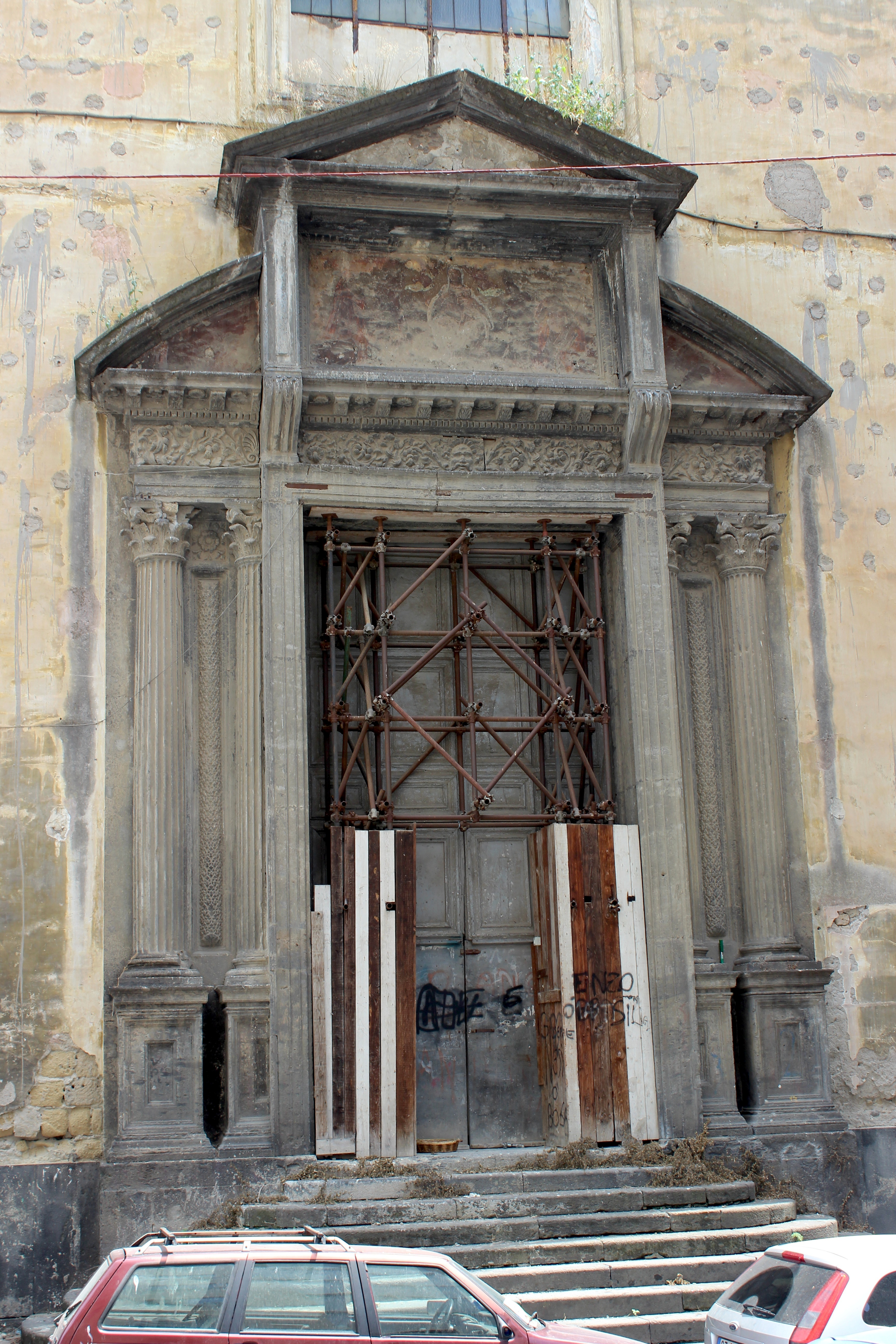
Particolare del portale d'ingresso, con elementi di sostegno antricrollo

La chiesa di Santa Maria delle Grazie Maggiore a Caponapoli è un luogo di culto di Napoli; è ubicata a margine del largo omonimo, nel centro storico della città.
La chiesa, sebbene custodisca un interno paragonabile a chiese del calibro dei Girolamini, versa in cattivo stato di conservazione (soprattutto gli esterni) e apre al pubblico solo raramente.

## Storia
Nel 1447 vennero iniziati i lavori del primo vero complesso fondato nel 1412 dagli eremiti del beato Pietro da Pisa; la chiesa fu terminata nel 1473, ma negli anni 1516-35, fu oggetto di un importante intervento di ripristino, nel corso del quale fu eseguito anche il portale, opera di Francesco Di Palma.
Un ulteriore restauro si ebbe nel Settecento.
Durante la seconda metà del Settecento fu un attivo centro segreto della Massoneria napoletana guidato dall'eremita Serafino Pinzone (poi accusato di congiura giacobina nel 1794).
La chiesa venne soppressa nel 1809 e gestita dal Complesso degli Incurabili fino al 1933; per vent'anni passò quindi ai frati originari e successivamente venne mantenuta per mezzo di donazioni elargite dai fedeli.
Alla fine degli anni settanta, il tempio, ricco di opere d'arte, subì diversi furti e devastazioni.
Attualmente versa in cattivo stato di conservazione ed apre al pubblico solo di rado.

## Descrizione
Nonostante i furti subiti negli ultimi decenni, la chiesa conserva ancora un pregevole apparato decorativo ed ornamentale spesso definito come museo della scultura napoletana del 500.
L'interno, a croce latina con cappelle, contiene opere di Domenico Antonio Vaccaro, 
Girolamo D'Auria, il Sepolcro di Giovanniello de Cuncto e Lucrezia Filangieri di Candida di Giovanni Tommaso Malvito, la Statua della Madonna di Giovanni da Nola anche autore di un rilievo raffigurante la Deposizione.
Il presbiterio e l'abside sono decorati da affreschi del Beinaschi e di Lorenzo Vaccaro.
Nel braccio destro del transetto vi è un Sant'Antonio di Padova di Andrea da Salerno; nella sesta cappella a sinistra, in rilievo, l'Incredulità di San Tommaso di Girolamo Santacroce, mentre nella prima la Deposizione di Giovanni da Nola ed il Sepolcro di Galeazzo Giustiniani, della metà del XVI secolo.